# Děkanát a vikariát
Děkanát, děkanství a vikariát jsou v římskokatolické církvi územní jednotky menší než diecéze a větší než farnost, obvykle sestávají z několika farností. Všechny pojmy se zároveň používají pro administrativní orgán (úřad), který příslušný církevní obvod spravuje, i pro sídlo či budovu, ve kterém tento administrativní orgán sídlí. Slovo „děkan“ je odvozeno z latinského decanus (zástupce deseti), slovo „vikář“ z latinského vicarius (zástupce).
V čele děkanátu/děkanství je děkan, který je do tohoto úřadu jmenován na pět let. Je pomocníkem biskupa v řízení diecéze na území svého děkanátu/děkanství, svolává kněze na pravidelná setkání, má právo vizitace, a další práva a povinnosti vůči kněžím a farnostem svého děkanátu/děkanství. Děkanát/děkanství je totiž tvořeno několika farnostmi, v jejichž čele stojí farář. Děkan tyto farnosti vizituje – to znamená zjišťuje jménem místního biskupa pastorační, administrativní a ekonomický stav jednotlivých farností, zjišťuje informace, hlásí a pomáhá, aby vše bylo v pořádku dle směrnic církve. Děkanáty/děkanství jsou zavedeny ve východní části Česka, dále například na Slovensku, v Polsku, Německu či Rakousku.
V čele vikariátu stojí okrskový vikář. Vikariáty jsou zavedeny v západní části Česka. Děkanství či arciděkanství je zde pouze čestný formální titul některých významnějších farností, který nemá vliv na územněsprávní členění církevních jednotek.

## Česko
V Česku jsou používána všechna tři označení. Všechny (arci)diecéze české církevní provincie se dělí na vikariáty. V případně moravské církevní provincie se olomoucká arcidiecéze a ostravsko-opavská diecéze člení na děkanáty, zatímco brněnská diecéze se dělí na děkanství.
Starší rozdělení Čech na děkanáty bylo kolem roku 1631 pražským arcibiskupem Arnoštem Vojtěchem z Harrachu nahrazeno dělením na vikariáty na základě krajového rozdělení. Nově zřízené vikariáty zahrnovaly obvykle několik původních děkanátů.
V letech 1993 až 1999 existovaly vikariáty rovněž v brněnské diecézi, a to souběžně s původními děkanstvími jako jejich nadřazené celky. Od 1. července 1999 byla brněnská diecéze rozhodnutím biskupa Vojtěcha Cikrleho rozdělena na nová děkanství a vikariáty byly zrušeny.

## Jiné církve
V pravoslavné a řeckokatolické církvi odpovídá vikariátu či děkanátu protopresbyterát. Počet farností v protopresbyterátu se může lišit od konkrétních podmínek dané eparchie či exarchátu. V čele protopresbyterátu stojí kněz a v součinnosti s biskupem koordinuje činnost církve v protopresbyterátu.